# Autoimunitní regulátor

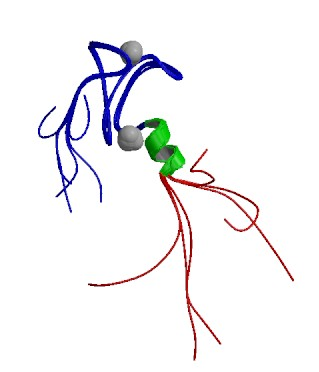
Struktura autoimunitního regulátoru

Autoimunitní regulátor (anglicky autoimmune regulator, AIRE) je protein. Jedná se transkripční regulátor, který je u člověka kódovaný genem AIRE na chromosomu 21 q22.3.[zdroj?] Je exprimován především buňkami lokalizovanými ve dřeni brzlíku (anglicky thymus), tzv. medulárními thymovými epiteliálními buňkami (anglicky medullary thymic epithelial cells – mTEC). Zásadním způsobem reguluje expresi tkáňově-specifických antigenů (anglicky tissue-restricted antigens – TRA) a řídí tak negativní selekci autoreaktivních klonů T-lymfocytů. Zajišťuje tím, aby imunitní systém nenapadal tělo samotné.

## Struktura proteinu AIRE
Aire je protein tvořený několika doménami a jeho struktura je typická pro transkripční regulátory a chromatin-vazebné proteiny. Je tvořený 545 aminokyselinami. N-konec proteinu obsahuje doménu CARD (caspase-recruitment domain), která je nezbytná pro oligomerizaci a dimerizaci proteinů při zánětu a apoptóze. Dále následuje doména SAND (SP100, AIRE1, NucP41/P75, DEAF1), jejíž funkce je pravděpodobně vázat DNA a regulovat transkripci. Mezi CARD a SAND doménou je NLS (nuclear localization signal), který zajišťuje lokalizaci AIRE v jádře. C-terminální část proteinu je tvořena dvěma PHD1 a PHD2 zinc finger doménami, které vážou dva zinečnaté ionty, interagují s nemethylovanými histony H3K4 a hrají roli v interakci s AIRE vazebnými proteiny. Mezi PHD1 a PHD2 doménou je oblast bohatá na aminokyselinu prolin, což je typické pro proteiny zapojené do transkripce. AIRE dále obsahuje 4 LXXLL motivy, které fungují jako koaktivátory nebo korepresory genové transkripce a vážou jaderné receptory. Všechny domény jsou konzervované a sdílí sekvenční homologní s Aire proteinem u myši, krysy, krávy nebo psa.

## Lokalizace AIRE v jádře
Lokalizace proteinu AIRE v jádře je soustředěna do nukleárních tělísek (anglicky nuclear bodies), což nasvědčuje tomu, že hraje roli při modulaci transkripce. AIRE není klasickým transkripčním faktorem, který by se vázal pouze na specifickou sekvenci DNA. Váže se především na nemethylovaný lysin 4 na histonu 3 (H3K4), který je součástí transkripčně neaktivního chromatinu. Vazba proteinu AIRE na tyto nemethylované oblasti usnadňuje nasednutí dalších proteinů např. P-TEFb (positive transcription elongation factor b), které dohromady tvoří multi-proteinový komplex a aktivují RNA polymerázu II. Současně tvoří AIRE komplex s CREB vazebným proteinem (CBP – CREB binding protein), který acetyluje histony a umožňuje tak rozvolnění a zpřístupnění chromatinu pro transkripci. Komplex AIRE, DNA-dependentní protein kinázy a inhibitoru aktivovaného STAT1 (PIAS1) také pozitivně modulují transkripci. Dohromady tyto AIRE asociované vazebné komplexy usnadňují transkripci málo aktivních genů a umožňují genovou expresi celé řady TRA.

## Funkce AIRE při vývoji T-lymfocytů
Pří vývoji T-lymfocytů v brzlíku dochází k formování specifického T-buněčného receptoru (anglicky T-cell receptor – TCR). Tento proces je sledem náhodných událostí, které vedou ke vzniku receptorů, které rozeznávají jak cizí, tak vlastní antigeny. Tyto potenciálně autoreaktivní lymfocyty musí být před vstupem do periferie eliminovány, aby nedocházelo k napadení vlastních tkání a ke vzniku autoimunitních onemocnění.
Vnitřní část thymu – medula (dřeň) obsahuje mimo jiné také mTEC buňky, které byly definovány jako specifická stromální populace buněk produkující epiteliální adhezivní molekulu EpCAM, kostimulační molekuly CD80 a CD86 a MHC molekuly II. třídy. Bylo ukázáno, že subpopulace těchto buněk exprimující vysoké množství MHC II produkuje velké množství AIRE proteinu a tudíž i celou řadu tkáňově specifických antigenů. Jedná se o vlastní proteiny kódované geny, které jsou exprimované pouze buňkami jedné tkáně nebo omezeným počtem tkání. Tyto vlastní tkáňově specifické antigeny jsou prezentovány vyvíjejícím se T-lymfocytům v kontextu MHCI a MHCII molekul. Pokud příslušné T-lymfocyty rozeznají tyto antigeny, dochází buď k deleci těchto autoreaktivních klonů z repertoáru (negativní selekce) nebo ke konverzi těchto buněk na T-regulační lymfocyty (anglicky T-regulatory cells – Treg). mTEC buňky se vyskytují ve shlucích podle TRA, který zrovna exprimují. Zároveň jedna mTEC buňka během svého vývoje exprimuje mnoho různých TRA. Příklad tkáňově specifického antigenu je inzulín. Na expresi AIRE proteinu zřejmě ale nebude závislých 100% tkáňově specifických antigenů, protože například hladina exprese dekarboxylázy kyseliny glutamové (GAD67) nebyla deficiencí AIRE proteinu ovlivněna.

## Patologie
Mutace v genu AIRE způsobují u člověka autoimunitní polyendokrinní syndrom (anglicky APS – Autoimmune polyglandular syndrome, také známý jako APECED – autoimmune polyendocrinopathy candidiasis ectodermal dystrophy), který je charakteristický chronickou mukokutánní kandidózou, hypoparathyreoiditidou a Adisonovou chorobou. Přítomné mohou být také různé autoreaktivní protilátky specifické pro řadu TRA, například P450 (kůra nadledvin) nebo inzulín (slinivka břišní). Diagnostickým markerem mohou být i protilátky proti interferonu I. typu.
Podobně je tomu u Aire deficientních myší. Aire deficitní myši mají sníženou expresi TRA v thymu a dochází u nich k autoimunitní reakci na multiorgánové úrovni. Toto vzácné onemocnění se vyskytuje s větší prevalencí u určitých národů např. u Finů 1:25 000 a u Sardiňanů 1:14 000.
V současné době je známo zhruba 60 různých mutací v genu AIRE u pacientů s APECED. Mezi nejčastější patří R257X v exonu 6 a delece v exonu 8.

## Exprese AIRE v periferních orgánech mimo brzlík
V malém množství byla detekována exprese AIRE mRNA i mimo thymus v periferních lymfatických tkáních především v lymfatických uzlinách a slezině. AIRE mRNA byla na periferii detekována především ve stromálních buňkách lymfatických uzlin a sleziny. Stejně jako v mTEC buňkách i tyto tzv. eTAC (anglicky extrathymic AIRE-expressing cells) exprimují tkáňově specifické antigeny a pravděpodobně tak přispívají k dodatečné negativní selekci autoreaktivních klonů T-lymfocytů v periferiních orgánech. Ke studiu exprese Aire proteinu na periferii se využívá transgenní myší model Adig (Aire-Driven Igrp-Gfp), který exprimuje zelený fluorescenční protein (GFP) a autoanitgen diabetu I typu IGRP (islet specific glucose-6-phosphatase related protein) pod Aire promotorem. Exprese AIRE proteinu na periferii a jeho vliv na periferní toleranci je stále žhavým předmětem výzkumu.